# Aderus biparlitipennis
Aderus biparlitipennis es una especie de coleóptero de la familia Aderidae. Fue descrita científicamente por Maurice Pic en 1922.